# Luca Rossetti
Luca Rossetti (Pordenone, 24 marzo 1976) è un pilota di rally italiano, vincitore del campionato italiano rally nel 2008 e tre volte campione europeo rally (2008, 2010 e 2011).

## Biografia
Vanta quattro successi parziali nel mondiale IRC e sette nel campionato europeo (che si è aggiudicato tre volte, un record
). Vincitore del Campionato Italiano Rally 2008 su Peugeot 207 S2000 (navigatore Matteo Chiarcossi), campionato nel quale vanta pure 10 successi parziali.
Nel 2009 partecipa alla 53ª edizione del rally Coppa Valtellina che vince su Fiat Punto S2000 navigato dal valtellinese Mirko Franzi.
Nel campionato del mondo rally ha partecipato a sei gare tra il 2004 e il 2005, ottenendo un 13º posto come miglior piazzamento.
Nel 2012 ha conquistato il Campionato turco navigato come sempre da Matteo Chiarcossi, su Škoda Fabia S2000.
Nel 2017 vince l'International Rally Cup (IRC) vincendo tutte le prove. In ottobre partecipa al Rally Due Valli, ultima prova del Campionato Italiano Rally (CIR), vincendo su Skoda Fabia R5.
Nel 2018 si ripete vincendo l'International Rally Cup (IRC), sempre su Skoda Fabia R5.

## Palmarès
2008
- nel Campionato Italiano Rally su Peugeot 207 S2000 (navigatore Matteo Chiarcossi)
- nel Campionato europeo rally su Peugeot 207 S2000 (navigatore Matteo Chiarcossi)

2010
- nel Campionato europeo rally su Grande Punto S2000 (navigatore Matteo Chiarcossi)

2011
- nel Campionato europeo rally su Grande Punto S2000 (navigatore Matteo Chiarcossi)

2012
- nel Campione Turco rally su Škoda Fabia S2000 (navigatore Matteo Chiarcossi)

## Risultati nel mondiale rally
| 2004 | Scuderia | Vettura          |    |  |  |  |  |  |  |  |    |  |  |  |  |  |  |  | Punti | Pos. |
| ---- | -------- | ---------------- | -- |  |  |  |  |  |  |  | -- |  |  |  |  |  |  |  | ----- | ---- |
| 2004 |          | Citroën Saxo VTS | 13 |  |  |  |  |  |  |  | 29 |  |  |  |  |  |  |  | 0     |      |

| 2005 | Scuderia | Vettura                                                              |     |    |  |  |  |  |  |  |  |    |  |     |  |  |  |  | Punti | Pos. |
| ---- | -------- | -------------------------------------------------------------------- | --- | -- |  |  |  |  |  |  |  | -- |  | --- |  |  |  |  | ----- | ---- |
| 2005 |          | Peugeot 206 WRC Mitsubishi Lancer Evo VII Mitsubishi Lancer Evo VIII | Rit | 35 |  |  |  |  |  |  |  | 26 |  | Rit |  |  |  |  | 0     |      |

| Legenda | 1º posto | 2º posto | 3º posto | A punti | Senza punti | Ritirato | Squalificato | NP=Non partito C=Gara cancellata | Apice=Power stage |